# Mordziaki
Mordziaki – serial dla dzieci, który jest częściowo animowany oraz częściowo z udziałem aktorów przed kamerą (gdy Mordziaki ukrywają się). Produkcja Studio Filmowe Se-ma-for na zamówienie Telewizji Polskiej w latach 1993–2000.

## Treść
Mordziaki są istotami o rozmiarze kilkunastu centymetrów. Mieszkają ukryci w meblach państwa Kowalskich. Żyją na ich koszt, odwdzięczając się obchodem. To znaczy, gdy gospodarzy nie ma w domu, sprawdzają czy wyłączyli gaz, pozakręcali krany i dokonują drobnych napraw. Pewnego dnia Mordziaczek, najmłodszy członek rodziny przypadkiem dostaje się do torby z narzędziami hydraulika, przez co znalazł się na antypodach. Powrót do domu wymagał nie lada podstępu, okupionego zniszczeniami. Do planu dołączył się szczur o imieniu Bartłomiej. Jako że bardzo samotny, został przyszywanym dziadkiem. Później cała rodzina musiała zmienić mieszkanie, gdyż Kowalscy załatwili sobie kota. Padło na państwo Piotrowskich. Zamieszkali w półce z książkami. W wolnych chwilach czytają różnorakie, znane lektury, odgrywając w nich scenki. Po dwie na odcinek. Podczas przygód, zwykle korzystają z zawartych w powieściach rozwiązań.

## Postaci
- Mordziaczek – zwykle mówią na niego „Mały” – pierwszy w kolejce do obchodu i przejęcia pałeczki po ojcu
- Zuzanna – mama Mordziaczka
- Jeremi – tata Mordziaczka, złota rączka
- Hipolit – brat Jeremiego, mól książkowy
- Dziadek – tak naprawdę przyszywany dziadek. Szczur, który głównie je i chwali się doświadczeniem życiowym.

## Twórcy
Reżyseria:
- Marian Kiełbaszczak – opieka artystyczna serialu
- Wiktor Skrzynecki
- Marian Kiełbaszczak
- Zbigniew Kotecki
- Adam Wyrwas
- Krzysztof Brzozowski

Scenariusz:
- Andrzej Marek Grabowski

Aktorzy:

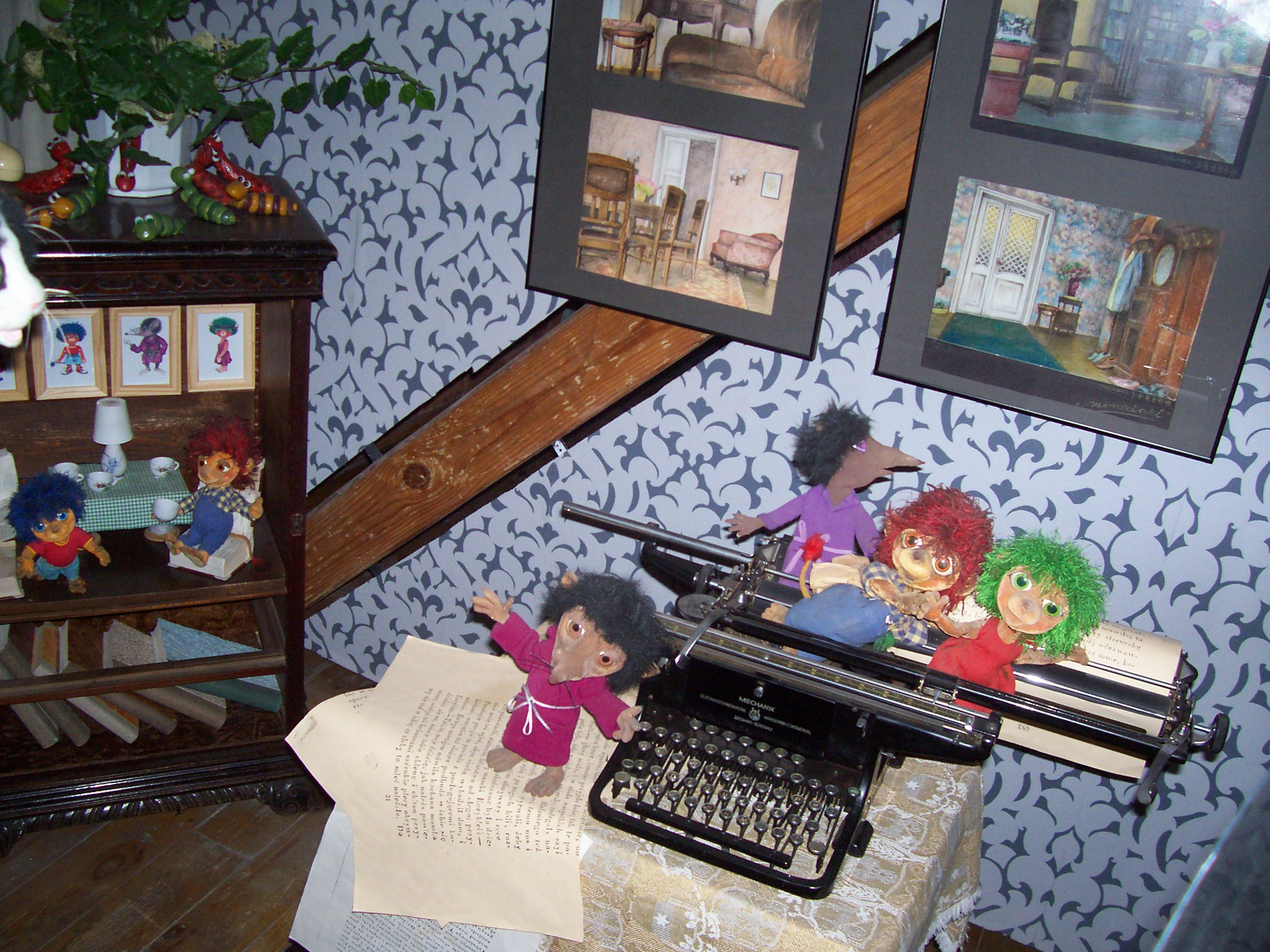
Lalki Mordziaków na wystawie w Muzeum Kinematografii w Łodzi(2011)

- Zofia Zborowska – Zosia Piotrowska
- Zdzisław Owsik
- Joanna Stasiewicz
- Wiktor Zborowski – Piotrowski, tata Zosi
- Mieczysław Dyrda
- Maria Winiarska – Piotrowska, mama Zosi
- Jan Hencz – Dozorca
- Teresa Sawicka-Owsik
- Malwina Stachowicz – Ania, córka Kowalskich
- Cezary Rybiński – Policjant
- Jerzy Bończak (gościnnie)
- Agnieszka Kowalska – Kowalska
- Przemysław Sadowski – Policjant
- Cezary Morawski – Sosnowski
- Andrzej Mastalerz – tragarz Michaś

Zdjęcia:
- Zbigniew Kotecki – odcinki 1-7
- Stanisław Śliskowski – odcinek 8, 9
- Piotr Śliskowski – odcinek 8
- Zdzisław Najda – odcinek 8
- Janusz Tylman – odcinek 9

Muzyka:
- Krzysztof Marzec – w odcinkach 1-7 i piosenka tytułowa
- Marcin Pospieszalski – w dwóch ostatnich odcinkach

Scenografia:
- Marian Kiełbaszczak

## Spis odcinków
1. Odyseja Mordziaczka
2. Wyprawa na obcą planetę
3. Groźny olbrzym
4. Sherlock Mordziaczek
5. Wyspa Robinsona
6. Mordziaczek w krainie liliputów
7. Skrzynka marzeń
8. Wszyscy za jednego
9. Wielka podróż doktora Mordziaczka